# 莉卡·罗曼
莉卡·罗曼（英語：Lika Roman，1985年5月12日—）是乌克兰女模特、慈善工作者和选美冠军，曾赢得2007年乌克兰小姐，并代表乌克兰参加了在中国三亚举行的2007年世界小姐大赛，但未获得参赛资格。同年冬天，她首次去美国巡回演出。她访问了不同的电视频道、广播电台、报纸和杂志。此外，她还会见了学生和公共组织的代表，并参加了许多脱口秀。
目前，罗曼居住在乌克兰首都基辅。她说她喜欢这里的生活节奏，喜欢置身于所有事件的中心。

## 个人生活
莉卡·罗曼在她基辅的斯拉夫大学分校学习外交关系以进行高等教育。父亲维克托是一位音乐家，她的母亲斯维特拉娜则是一位时装设计师。在学时曾任美发师，空闲时间则用于学习跳舞、弹钢琴和滑雪
。